# Josef Ulmer
Josef Ulmer (* 12. Februar 1844 in Rotenburg a. d. Fulda; † 18. Mai 1915 in Bremen) war ein deutscher Schneider und Politiker (SPD).

## Biografie
Ulmer besuchte die Volksschule und erlernte den Beruf eines Schneiders. Von 1895 bis 1904 war er als selbständiger Schneidermeister und von 1905 bis 1915 (†) als Zigarrenhändler in Bremen tätig.

### Politik
Er trat in die Sozialistische Arbeiterpartei Deutschlands  (SAP) ein. Er war von 1896 bis 1907 Kassierer und im SPD-Parteivorstand in Bremen.
Von 1899 bis 1905 war er in der 11. bis 12. Legislaturperiode Abgeordneter der Bremischen Bürgerschaft.